# إليزابيث ودي
إليزابيث ودي (بالإنجليزية: Elizabeth Woody)‏ هي رسامة أمريكية، ولدت في 1959.